# Ohanes
Ohanes er en by og kommune i det sydøstlige Spanien i provinsen Almería. Den har et indbyggertal på 547 (2024) indbyggere.